# Éliane Radigue

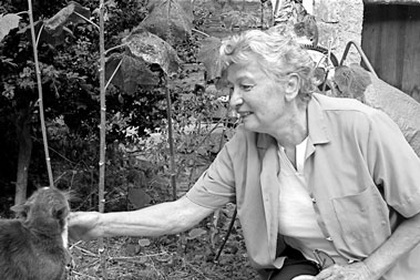
Éliane Radigue (2014)

Éliane Radigue (* 24. Januar 1932 in Quartier des Halles, Paris) ist eine zeitgenössische französische Komponistin und eine Wegbereiterin der elektronischen Musik. Sie war verheiratet mit dem französischen Künstler Arman, mit dem sie bis 1967 in Nizza die gemeinsamen drei Kinder aufzog, bevor sie wieder nach Paris zog.

## Musikalische Entwicklung
Éliane Radigues musikalisches Schaffen begann in den 1950er Jahren, die ersten Veröffentlichungen erschienen gegen Ende der 1960er Jahre. Als Klavierstudentin hatte sie bereits erste Erfahrungen mit Komposition, bevor sie Pierre Schaeffer Anfang der 1950er Jahre begegnete. Zuerst studierte sie sporadisch, 1957–58 dann intensiver bei Pierre Schaeffer und Pierre Henry am Studio d’Essai des RTF in Paris und lernte dort elektroakustische Komposition. Zu Beginn der 1960er Jahre war sie Assistentin von Pierre Schaeffer und entwarf zu dieser Zeit einige der Sounds, die später in Schaeffers Werk Verwendung fanden, 1967–68 war sie Assistentin von Pierre Henry im Studio Apsome. Mit der Zeit löste sie sich von Schaeffer und Henry, die ihre Verwendung von Mikrofonrückkopplungen und Tape-Loops kritisierten.
Anfang der 1970er-Jahre teilte sie sich mit Laurie Spiegel an der New York University ein Studio mit einem Buchla-Synthesizer, den Morton Subotnick dort eingerichtet hatte. Zu dieser Zeit fühlte sie sich den New Yorker Minimalisten bereits näher als der Musique concrète Pierre Schaeffers und Pierre Henrys. Mitte der 1970er Jahre konvertierte sie – nach der Aufführung von Adnos I – zum tibetischen Buddhismus und lernte beim 10. Pawo Rinpoche, der sie immer wieder zu ihrer eigentlichen Arbeit motivierte. Nach drei Jahren intensiver Praxis begann sie mit Adnos II, das sie 1979 fertigstellte; 1980 folgte Adnos III.
Ihre Serie um den buddhistischen Meister Milarepa seit Anfang der 1980er wurde durch Kompositionsstipendien des französischen Kulturministeriums finanziert. Seit Beginn der 1990er Jahre beschäftigte sich Radigue bis 1998 mit der dreistündigen Trilogie de la Mort, die im Andenken an ihren Sohn Yves Armand (1954–1989) und ihren Lehrer Pawlo Rinpoche Tsuglag Mawey Wangchuk (1912–1991) entstand. Der erste Teil erschien auf Phill Niblocks Label XI Records.
Seit der Jahrtausendwende arbeitete Radigue hauptsächlich an Kompositionen für Interpreten akustischer oder halbakustischer Instrumente. Das erste Werk Elemental II hatte der Bassist Kasper T. Toeplitz in Auftrag gegeben; er führte es auf dem von ihm selbst entwickelten BassComputer auf. Später wurde es auch von der Laptop-Improvisationsgruppe The Lappetites gespielt, bei der sie anfänglich selbst mitwirkte. 2006 erhielt Éliane Radigue beim Festival Ars Electronica in Linz die Goldene Nica in der Kategorie Digital Musics für ihr letztes elektronisches Stück L’île re-sonante (2000). Danach erarbeitete sie mit dem amerikanischen Cellisten Charles Curtis Naldjorlak I, anschließend mit den Bassetthornisten Carole Robinson und Bruno Martinez Naldjorlak II und schließlich im Ensemble Naldjorlak III; die Aufführung der kompletten Trilogie erfolgte 2009. Im Juni 2011 spielte Rhodri Davies die Uraufführung von Occam I für Soloharfe. 2019 würdigte das Zentrum für Kunst und Medien (ZKM) in Karlsruhe das Lebenswerk der Komponistin mit dem Giga-Hertz-Preis für elektronische Musik und Klangkunst.

## Musik
Ihr musikalisches Schaffen kann als langsam und sorgfältig bezeichnet werden, im Durchschnitt veröffentlichte Éliane Radigue alle drei Jahre ein größeres Werk. Für ihre elektronischen Kompositionen arbeitet sie ausschließlich mit einem ARP 2500 Modularsystem und Bandmaschinen. Der ARP Synthesizer wurde zu ihrem Markenzeichen, wobei insbesondere ihre Klangflächengestaltung Anerkennung fand. Die dreistündige Trilogie de la Mort moduliert mit kleinsten, minimalistischen Veränderungen sich überlagernde Klangflächen und Drones, die tonhaften Qualitäten der Klänge stehen dabei gegenüber den geräuschhaften Frequenzanteilen im Vordergrund. Durch die konsequente Aufgabe eines musikalischen Themas und des Rhythmus zugunsten kontinuierlicher Verschiebungen im Klangbild rückt ihre Musik in die Nähe der Punktuellen Musik. Für Vice Versa, etc.… (2009) gibt Éliane Radigue als Längenangabe „ad libitum“ an – die Stücke sollen gegebenenfalls auf zwei Abspielgeräten gleichzeitig gehört werden.
Zurzeit lebt Éliane Radigue in Frankreich, wo sie weiterhin sowohl komponiert als auch den tibetischen Buddhismus praktiziert. Ihre Kompositionen stellt sie regelmäßig bei Besuchen in den Vereinigten Staaten vor.

## Diskographie (Auswahl)
- Ψ 847. Oral, 2013
- Jouet Electronique / Elemental I. Alma Marghen, 2010 (EP)
- Triptych. Important, 2009
- For Charles Curtis – Naldjorlak. Shiiin, 2008
- Chry-ptus. Schoolmap, 2007
- L'île re-sonante. Shiin, 2005
- mit The Lappetites: Before the Libretto. Quecksilber, 2005
- Elemental II. Records of Sleaze Art, 2004 (mit Kasper T. Toeplitz)
- Geelriandre / Arthesis. Fringes Archive, 2003
- Adnos I-III. Table of the Elements, 2002
- Trilogie de la Mort. Experimental Intermedia, 1998
- Biogenesis. Metamkine, 1996
- Kyema, Intermediate States. Experimental Intermedia, 1992
- Jetsun Mila. Lovely Music, 1987 (Re-Release 2007)
- Mila’s Journey Inspired by a Dream. Lovely Music, 1987
- Songs of Milarepa. Lovely Music, 1983
- Vice Versa, etc. Eigenverlag 1970 (Re-Release Important, 2009)
- ∑ = A = B = A + B. Eigenverlag, 1969 (2 × 7", Re-Release Povertech Industries, 2000)

## Aufführungen (Auswahl)
Aufführungen ihrer Stücke gab es in verschiedenen Museen und Galerien, sowie auf Festivals:
- Salon des Artistes Decorateurs (Paris)
- Foundation Maeght (St. Paul de Vence)
- Albany Museum of the Arts (New York)
- Galerie Rive Droite (Paris)
- Gallery Sonnabend (New York)
- Galerie Yvon Lambert (Paris)
- Galerie Shandar (Paris)
- Festival de Como (Italy)
- Festival d’Automne (Paris)
- Festival Estival (Paris)
- International Festival of Music (Bourges, France)
- New York Cultural Center
- Experimental Intermedia Foundation (New York)
- The Kitchen (New York)
- Columbia University (New York)
- Vanguard Theatre (Los Angeles)
- LACE (Los Angeles)
- Mills College (Oakland)
- University of Iowa
- Bennington School of Music
- San Francisco Art Institute
- NEMO Festival (Chicago)